# Anubis cyaneicollis
Anubis cyaneicollis là một loài bọ cánh cứng trong họ Cerambycidae.